# River Brethren

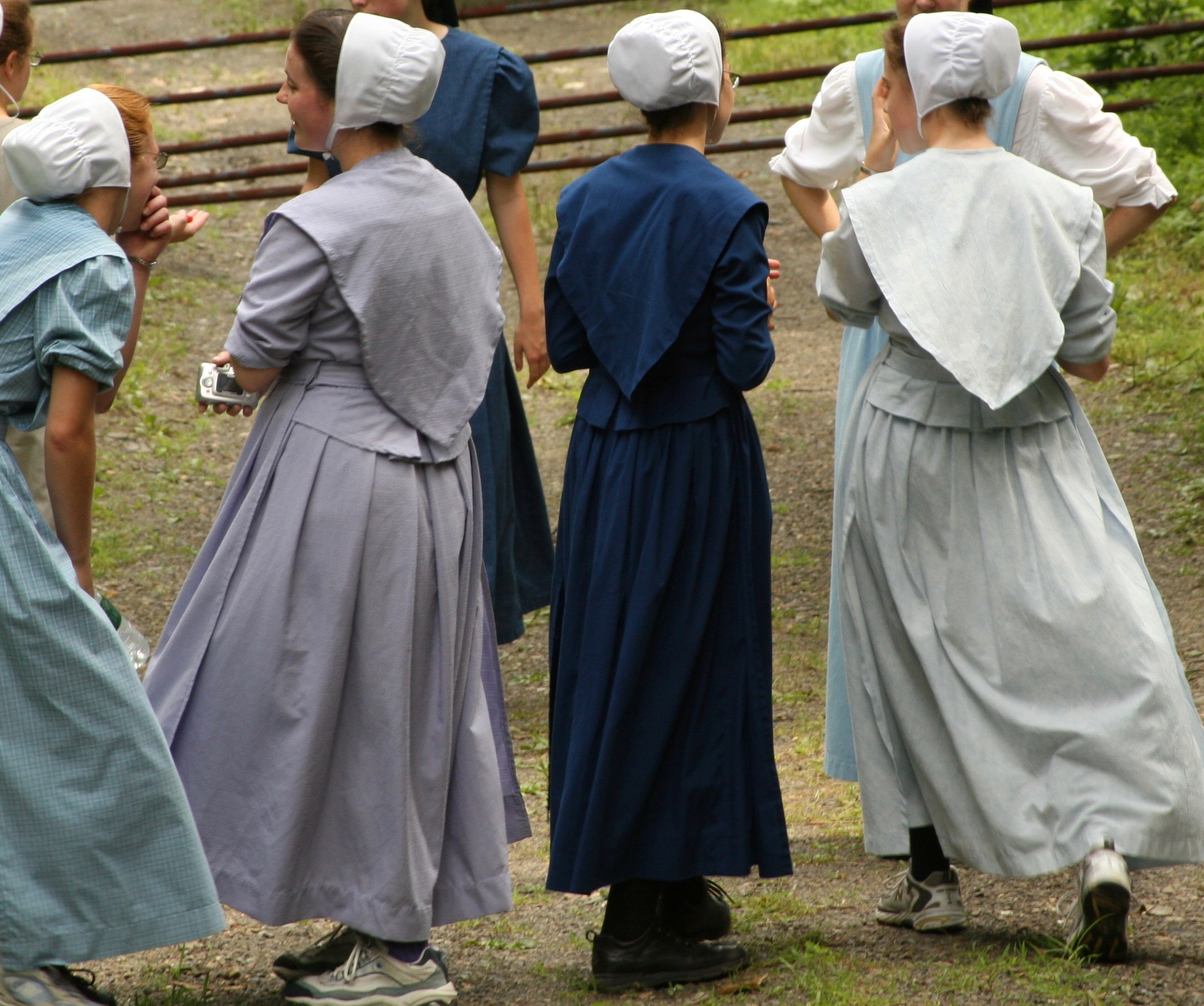
Femmes du River Brethren de l'Ancien Ordre

Les River Brethren (français : Frères de la Rivière) sont un groupe de dénominations chrétiennes anabaptistes historiquement liées, originaires de 1770, pendant le mouvement piétiste radical parmi les colons allemands en Pennsylvanie,,. Au XVIIe siècle, des réfugiés mennonites de Suisse s'étaient installés près de la rivière Susquehanna, dans le nord-est des États-Unis.
Leurs guides religieux, Jacob et John Engle et leurs adeptes étaient souvent connus par leur localité : un groupe de frères du nord de Marietta, en Pennsylvanie, sur la rive est de la rivière Susquehanna, est devenu connu sous le nom de River Brethren.
Le leader spirituel initial des frères était Martin Boehm, prédicateur évangélique, qui fut exclu de l'Église mennonite. Il devint plus tard évêque de l'Église des Frères Unis en Christ. Les River Brethren se sont distanciés de Boehm et du mouvement des Frères Unis.
Influencés par les Frères de Schwarzenau (appelés Dunkers), les River Brethren ont développé la conviction que l'immersion trine (triple, en allusion à la Trinité), le lavage des pieds, l'adhésion à une tenue simple, le port du voile par les femmes et la tempérance totale étaient la forme scripturale de la religion. Ils s'opposent à la guerre, à l'alcool, au tabac et aux plaisirs mondains.
Néanmoins, ils ont maintenu leur identité et n'ont pas rejoint le mouvement Dunker. Jacob Engle est l'un des premiers dirigeants qui ont promu l'immersion trine. La première déclaration confessionnelle de ce groupe a été formulée vers 1780.
En 2010, il existe quatre corps des River Brethren dans environ 300 congrégations :
- Église des Frères en Christ
- Église de la Sainteté du Calvaire
- Old Order River Brethren (également appelés Yorker Brethren)
- Église Unie de Sion

Commun à la tradition piétiste radicale, les River Brethren organisent des réunions d'expérience, où les « membres témoignent de l'œuvre de Dieu dans leur vie en les amenant au salut et à la vie quotidienne ». Lorsqu'un membre a une expérience de conversion, il ou elle commence à participer à la réunion d'expérience et demande ensuite le baptême. Les River Brethren de l'Ancien Ordre continuent la pratique de la tenue vestimentaire simple (en).
Plusieurs factions des River Brethren se sont retirées au milieu du XIXe siècle, y compris les Yorker Brethren et l'Église Unie de Sion, tandis que le corps principal a pris le nom de Frères en Christ, par lequel un groupe de mennonites est également connu.
Il y avait environ 11 000 membres aux États-Unis et au Canada en 1992. Ils effectuent des travaux missionnaires en Asie et en Afrique.